# Establecimiento Penitenciario de Huancayo
El Establecimiento Penitenciario de Huancayo es la principal cárcel de varones del departamento de Junín, Perú. Está ubicada en el distrito de Huamancaca Chico en la provincia de Chupaca a pocos kilómetros de Huancayo, la capital departamental, y está a cargo del Instituto Nacional Penitenciario.

## Historia
Se inauguró en 1987 durante el primer gobierno de Alan García Pérez y fue nombrado como "Carlos Rosales Árias". Reemplazó a la cárcel ubicada en el centro de la ciudad de Huancayo en la esquina de las calles Cusco y Arequipa que había quedado demasiado dentro del tejido urbano a la vez que resultaba diminuta e insegura para la población penal que alojaba.

## Capacidad
Su capacidad de albergue es de 680 internos pero su población penitenciaria asciende a 2,160 internos. La seguridad interna del penal está a cargo del Instituto Nacional Penitenciario y la seguridad externa está a cargo de la Policía Nacional del Perú.